# Sjösås församling
Sjösås församling är en församling i Växjö pastorat i Växjö domkyrkokontrakt i Växjö stift, i Växjö kommun, Kronobergs län. 
Församlingskyrkor är Sjösås gamla kyrka, Drevs gamla kyrka och Drev-Hornaryds kyrka samt ruinen efter Sjösås nya kyrka.

## Administrativ historik
Församlingen har medeltida ursprung. 
Församlingen var moderförsamling pastoratet Sjösås, Drev och Hornaryd som från 1962 också inkluderade Dädesjö församling. År 2006 gick Hornaryds och Drevs församlingar samman i Drev-Hornaryds församling som 2010 gick upp i denna församling. Från 2014 ingår församlingen i Växjö pastorat.

## Kyrkoherdar
| Ämbetstid | Namn                               | Levnadstid | Övrigt                                    |
| --------- | ---------------------------------- | ---------- | ----------------------------------------- |
| 1322      | Erengisle                          |            | Häradsprost.                              |
| 1416      | Åke                                |            |                                           |
| 1547–1586 | Gudmundus Petri                    |            | Riksdagsman.                              |
| 1588–1600 | Nils Nilsson                       |            | Riksdagsman.                              |
| 1600–1601 | Åke Svensson                       |            |                                           |
| 1602–1639 | Petrus Benedicti                   |            |                                           |
| 1639–1660 | Hemmingius Theodori                | död 1660   |                                           |
| 1660      | Nicolaus Erici Osander             |            | Senare kyrkoherde i Linneryds församling. |
| 1662–1688 | Andreas Wisingh                    | död 1688   |                                           |
| 1689–1703 | Bergerus Kebbonius                 | död 1703   |                                           |
| 1703–1728 | Petrus Angelstadius                | 1663–1728  |                                           |
| 1731–1734 | Erik Erenius                       | 1674–1734  |                                           |
| 1735–1743 | Israel Wisingh                     | 1694–1743  |                                           |
| 1744–1767 | Christian Ternerus                 | 1711–1767  |                                           |
| 1772–1782 | Nils Andersson Bruhn               | 1730–1782  |                                           |
| 1783–1811 | Peter Jonas Wickelgren             | 1751–1811  |                                           |
| 1812–1826 | Jonas Wetterling                   | 1746–1826  |                                           |
| 1826–1849 | Pehr Svalander                     | 1766–1849  |                                           |
| 1849–1858 | Johan Christopher Scheutz          | 1799–1867  | Senare kyrkoherde i Korsberga församling. |
| 1858–1861 | Josua Meurling                     | 1809–1861  |                                           |
| 1862–1877 | Emanuel Bergh                      | 1806–1877  |                                           |
| 1877–1908 | Carl Fredrik Ferdinand Norlin      | 1825–1908  |                                           |
| 1909–1914 | Nils Anders Danielsson             | 1851–1914  |                                           |
| 1915–     | Efraim Nathanael Jonathan Lindstam | 1876–      |                                           |